# Girolamo Frachetta

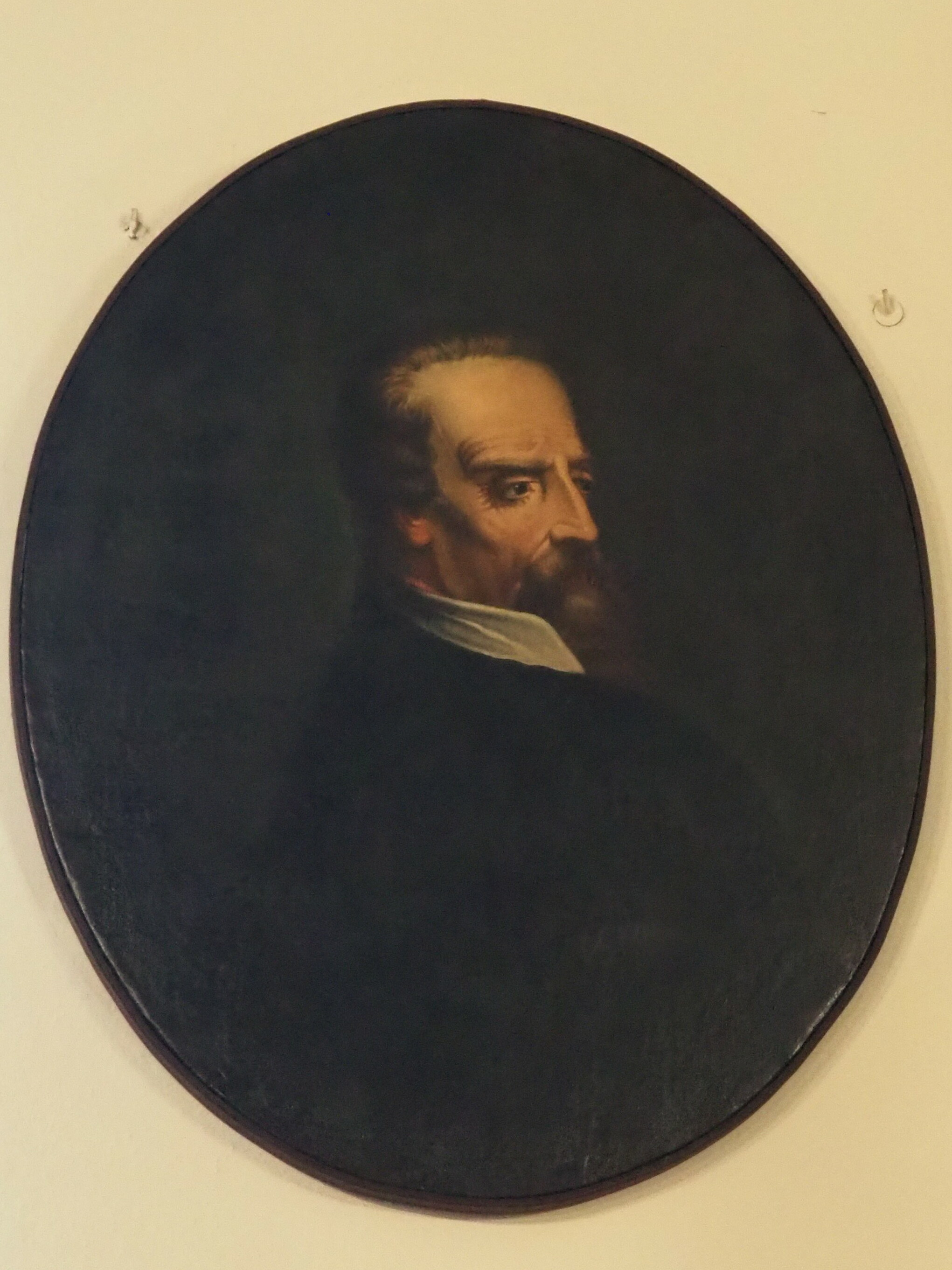
Girolamo Frachetta

Girolamo Frachetta (* 1558 in Rovigo; † wohl am 30. Dezember 1619 in Neapel) war ein italienischer Schriftsteller.

## Leben
Girolamo Frachetta studierte Latein und Altgriechisch an der Universität Padua und machte 1581 seinen Abschluss. Anschließend zog er nach Rom, wo er zunächst in den Diensten des Kardinals Luigi d’Este stand, bis dieser 1586 starb. 1583 formulierte er seine Philosophie in 800 Thesen in dem Werk „De universo assertiones octingentae“, die wegen der starken Annäherung an nichtchristliche (Hermetik, Kabbala) Strömungen stark in die Kritik geriet. Nach d’Estes Tod wurde Frachetta Sekretär und Agent des Kardinals Scipione Gonzaga. Gleichzeitig und darüber hinaus betätigte er sich als Verfasser zahlreicher politischer und zeitgeschichtlicher Streitschriften.
Ab 1597 stand er, weiterhin in Rom lebend, fest im Dienst des spanischen Hofes. Durch seine Parteinahme für Philipp II. schuf er sich jedoch auch viele Gegner. Nachdem eines seiner Schriftstücke, das er für den spanischen Botschafter angefertigt hatte, versehentlich an die Öffentlichkeit geraten war, musste er 1604 aus Rom nach Neapel fliehen. Trotz verschiedener Versuche gelang es ihm nicht, seine Verbannung aus dem Kirchenstaat aufheben zu lassen. 1609 nahm er daher in Neapel eine Stelle als Agent des Herzogs von Urbino, Francesco Maria II. della Rovere, an. 1616/1617 geriet er bei diesem jedoch in Ungnade und verlor seinen Posten, im folgenden Jahr 1618 wurde er sogar ohne Nennung eines Grundes inhaftiert. Kurze Zeit nach seiner Freilassung im August 1619 starb er in Neapel, vermutlich am 30. Dezember 1619.

## Werk
Frachetta besaß eine vielseitige Bildung und war auch in der Politik seiner Zeit sehr bewandert. An größeren politischen Werken schrieb er unter anderem „Il principe“ (1597), eine Verteidigung der uneingeschränkten Monarchie, und die „Breve spositione di tutta l'opera di Lucrezio“ (1589), eine Art philosophischen Kommentar zu Lukrez’ berühmtem Gedicht „De rerum natura“.
Girolamo Frachetta war einer bedeutendsten Theoretiker der Staatsräson. Frachetta bezeichnete die Staatsräson als eine „klare Regel, mittels derer sich alle Dinge regieren lassen, je nachdem, was der Nutzen desjenigen verlangt, zu dem sie gehören.“ Analog dazu sei die Staatsräson des Krieges (ragion di guerra) eine „klare Regel, die militärischen Angelegenheiten gut zu regieren.“ Wie sich diese klaren Regeln zur rechtlichen und moralischen Ordnung verhielten, blieb allerdings vage.